# 율리우스 브레트

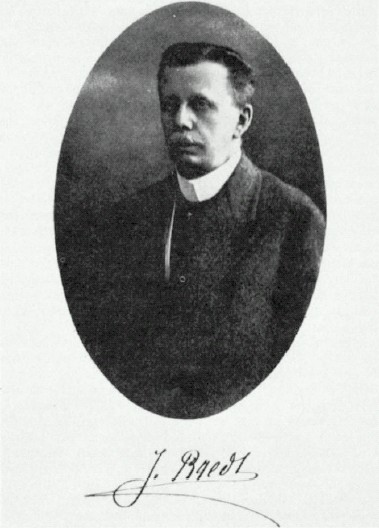
율리우스 브레트

율리우스 브레트(독일어: Julius Bredt, 1855년 3월 29일 ~ 1937년 9월 21일)는 독일의 화학자로, 장뇌의 구조와 브레트 규칙을 발견했다.